# Werner Bischof
Pour les articles homonymes, voir Bischof.
 (octobre 2021).
Si vous disposez d'ouvrages ou d'articles de référence ou si vous connaissez des sites web de qualité traitant du thème abordé ici, merci de compléter l'article en donnant les références utiles à sa vérifiabilité et en les liant à la section « Notes et références ».
Werner Bischof (Zurich, 26 avril 1916 - Trujillo, 16 mai 1954) est un photographe et photojournaliste suisse, un des premiers photographes de l'agence Magnum.

## Biographie
Né en 1916, il est le fils d'Adalbert, un commerçant, et de Maria Schmid.
En 1931, il entre à l'École normale de Schiers et l'année d'après s'inscrit à l'École des arts et métiers de Zurich au cours de photographie où il choisit principalement comme sujet : les coquillages et les végétaux. 
En 1936, après ses études et son service militaire, il ouvre son atelier de photographie et de dessin publicitaire à Zurich.
Il contribue en 1939 à l'installation de l'Exposition nationale suisse (au pavillon des arts graphiques).
Il s'installe dans un atelier à Paris pour faire de la peinture mais est mobilisé pendant deux ans à la guerre.
Werner Bischof commence à faire des reportages et réalise L'Invalide en 1944 sur le thème du cirque. Il se décide ensuite à partir faire avec un ami un grand reportage sur les ravages de la guerre dans les pays (Allemagne, France, Pays-Bas).
Il va à l'étranger (Italie, Grèce, Autriche, Europe de l'Est…) car il passe son temps à aider « Don Suisse » (organisation de secours internationale) et continue ses reportages. 
Il rejoint l'agence Magnum en 1949. Il voyage aussi en Italie, en Sardaigne et en Islande. 
Il couvre l'important évènement de la famine en Inde (1951) et il publie son reportage dans Life qui le rend célèbre. 
Il découvre le Japon, la Corée du Sud qu'il appréciera et y approfondira ainsi son style artistique puis il devient correspondant de guerre en Indochine pour Paris Match.
En 1954, alors qu'il voyage en Amérique du Sud, il décède tragiquement dans un accident, sa voiture tombant d'une falaise dans les montagnes andines au Pérou. Aucun des quatre passagers n'a survécu.
Il accompagnait le géologue hongrois Ali de Szepessy.
L'année suivante, il est le premier récipiendaire, à titre posthume, du prix Nadar.

## Expositions personnelles
- 1953 : Galerie Annahof, Zurich
- 1955 : Institut d'art de Chicago, Japon
- 1956 : rétrospective itinérante en Europe et aux États-Unis
- 1961 : "Smithsonian institution", Washington
- 1967 : rétrospective au musée des Arts décoratifs, Paris
- 1968 : IBM Gallery, New York
- 1969 : Takashimaya, Tokyo
- 1984 : Galerie du Château d'eau, Toulouse
- 2022 : Werner Bischof - Japan 1951 - 1952, Bildhalle, Zurich, du 25 novembre 2021 au 28 février 2022[2]
- 2023 : « Unseen Colour », Museo d'arte della Svizzera italiana (MASI), Lugano, Suisse, du 12 février au 2 juillet 2023[3]

## Exposition collectives majeures
- 1951 : Memorable Life Photographs, Musée d'art moderne de New York
- 1959 : 10 ans de photographie, musée international de la photographie, Rochester, New York
- 1960 : Le Monde vu par Magnum, Magasins Takashimaya, Tokyo
- 1967 : The Concerned Photographer, Musée Riverside, New York
- 1974 : Photographes suisses depuis 1840 à nos jours, Kunsthaus Zurich, Villa Malpensata, Lugano, muséeRath, Genève
- 1977 : Documenta 6, Musée Fridericianum, Kassel
- 2024 : "Attitüde", Fabian & Claude Walter Galerie, Zurich[4],[5]

## Publications
- Guerre morte …il y avait une guerre d’Indochine, de Jean-Pierre Dannaud. Illustrations photographiques de Michel Aubin, Edouard Axelrad, Werner Bischof, Marcel Bourlette, Robert Bouvet, Daniel Camus, Raymond Cauchetier, Paul Corcuff, Raoul Coutard, Guy Defive, Dervoust, Yves Fayet, Pierre Ferrari, Ernst Haas, Jacques Jahan, Francis Jauréguy, Fernand Jentile, Georges Liron, René Martinoff, Missions étrangères, Nguyen Manh Danh, Jacques Oxenaar, Jean-Marie Pelou, Jean Péraud, Jean Petit, S.I.V.N., Raymond Varoqui. Supplément à la revue Indochine Sud-Est Asiatique, Imp. Georges Lang, Paris, 1954. La Pensée Moderne, 1973
- Georges Arnaud, Indiens pas morts, photographies de Werner Bischof, Robert Frank et Pierre Verger, Robert Delpire éditeur, Paris, 1956
- Werner Bischof, Helvetica, Daniel Girardin (dir.), Lausanne, Suisse, Noir sur Blanc / Musée de l’Élysée, 2016, 148 p.  (ISBN 978-2-88250-418-0)
- Carole Naggar et Werner Bischof, Carnets de Route, Paris, Éditions Delpire (présentation en ligne)
- (en) Werner Bischof, Unseen Colour, Zürich, Scheidegger & Spiess, 2023, 180 p. (ISBN 978-3-03942-130-5)